# Olga Choroszawcewa
Olga Nikołajewna Choroszawcewa (ros. Ольга Николаевна Хорошавцева; ur. 24 sierpnia 1994) – rosyjska zapaśniczka walcząca w stylu wolnym. Olimpijka z Tokio 2020, gdzie zajęła dziesiąte miejsce w kategorii 53 kg. 
Brązowa medalistka mistrzostw świata w 2019. Mistrzyni Europy w 2020, 2021 i 2025. Trzecia w indywidualnym Pucharze Świata w 2020. Szósta w Pucharze świata w 2019. 
Trzecia na ME U-23 w 2015. Trzecia na MŚ juniorów w 2013. Mistrzyni Europy juniorów 2014 roku.
Mistrzyni Rosji w 2016, 2018, 2019,2020, 2022 i 2023; druga w 2014 i 2015 roku.